# Hannes Hopley
Albertus Johannes « Hannes » Hopley (né le 26 janvier 1981 à Pretoria) est un athlète sud-africain, spécialiste du lancer du disque. 

## Biographie

### Palmarès
| Date | Compétition                   | Lieu              | Résultat | Épreuve          | Performance |
| ---- | ----------------------------- | ----------------- | -------- | ---------------- | ----------- |
| 2000 | Championnats du monde juniors | Santiago du Chili | 1er      | Lancer du disque | 59,51 m     |
| 2003 | Jeux africains                | Abuja             | 2e       | Lancer du disque | 62,86 m     |
| 2004 | Championnats d'Afrique        | Brazzaville       | 2e       | Lancer du disque | 63,50 m     |
| 2004 | Jeux olympiques               | Athènes           | 8e       | Lancer du disque | 62,58 m     |
| 2006 | Jeux du Commonwealth          | Melbourne         | 7e       | Lancer du poids  | 18,44 m     |
| 2006 | Jeux du Commonwealth          | Melbourne         | 4e       | Lancer du disque | 60,99 m     |
| 2007 | Jeux africains                | Alger             | 3e       | Lancer du disque | 57,79 m     |
| 2008 | Championnats d'Afrique        | Addis-Abeba       | 1er      | Lancer du disque | 56,98 m     |

### Records
| Épreuve          | Performance | Lieu            | Date        |
| ---------------- | ----------- | --------------- | ----------- |
| Lancer du disque | 67,66 m     | College Station | 29 mai 2004 |